# П'ятинська
П'я́тинська (рос. Пятинская) — присілок у складі Лузького району Кіровської області, Росія. Входить до складу Лальського міського поселення.
Населення становить 9 осіб (2010, 20 у 2002).
Національний склад станом на 2002 рік — росіяни 100 %.